# Manuel Bustos
Manuel Antonio Bustos Huerta (Santo Domingo, 3 de diciembre de 1943-Santiago, 27 de septiembre de 1999) fue un sindicalista y político chileno. Fue el primer presidente de la Central Unitaria de Trabajadores (CUT), entre 1988 y 1996, y ejerció como diputado de la República entre 1998 y 1999.

## Biografía
Fue hijo adoptivo de Armando Bustos y Florencia Huerta, quienes lo acogieron en la localidad de San Enrique, cerca de Santo Domingo, Región de Valparaíso. No tuvo regularidad en sus estudios, y dejó la escuela en sexto año básico para dedicarse a las labores agrícolas.
A los 18 años fue llamado al servicio militar, correspondiéndole realizarlo en el Regimiento de Ingenieros de Tejas Verdes; ahí continuó con sus estudios y llegó hasta el segundo año de humanidades. Completó su educación media en 1997.
Entre otras actividades, fue propietario de la editorial "Alborada".

## Carrera sindical

### Inicios y dictadura militar
Comenzó siendo trabajador textil de la empresa Sumar, donde luego ofició como presidente del Sindicato de Trabajadores, entre 1969 y 1986. Paralelamente cumpliría el rol de dirigente de la Federación Textil y de la Central Única de Trabajadores (CUT), de la que fue elegido dirigente nacional en 1972.
El 12 de septiembre de 1973, al día siguiente del golpe de Estado, fue detenido junto con otros sindicalistas y recluido, en primera instancia, en el Estadio Chile, posteriormente en el Estadio Nacional y finalmente en la Cárcel Pública durante 15 meses. Fue liberado por gestión del cardenal Raúl Silva Henríquez.
En 1976 fue uno de los fundadores del denominado «Grupo de los 10», integrado, entre otros líderes, por Tucapel Jiménez. Su interés por coordinar el movimiento sindical, lo llevó, en 1981, a formar la Coordinadora Nacional Sindical (CNS), integrada por dirigentes sindicales de todas las corrientes opositoras al régimen militar y que sirvió de base para posteriormente crear el Comando Nacional de Trabajadores (CNT). Estas organizaciones ilegales le significaron en 1981 la acusación de «falsa representatividad de estas agrupaciones sin personalidad jurídica», por parte del Ministerio del Interior, por lo cual fue condenado por los Tribunales, a seis meses de detención. Más tarde, el 2 de diciembre del año siguiente, llamó a una jornada de protestas en la Plaza Artesanos, lo que terminó con su expulsión del país.

### Exilio y presidente de la CUT
En diciembre de 1982 partió al exilio junto a Héctor Cuevas Salvador y Carlos Poldech. En conjunto estos importantes líderes sindicales fueron expulsados del país con destino a Río de Janeiro, Brasil, y luego Europa. Bustos vivió su exilio en Roma, Italia, antes de regresar a Chile en octubre de 1983. En este país continuó su lucha sindical como presidente, en 1985, del CNT. Junto a Rodolfo Seguel organizó una nueva jornada de protestas, lo que nuevamente le costó seis meses de cárcel.
Al crearse la Central Unitaria de Trabajadores (CUT) en 1988, Bustos asumió interinamente la presidencia. Sin embargo, inmediatamente vio interrumpida su dirigencia debido a que fue relegado por un año y medio a Parral, por su participación en el paro de actividades para reformar el Plan Laboral, efectuado el 7 de octubre de ese año. En su obligada estadía en esa ciudad se dedicó, junto a un abogado, a asesorar a los lugareños que querían sindicalizarse o adquirir conocimientos sobre Derecho Laboral. También, fue nombrado vicepresidente de la Confederación Internacional de Organizaciones Sindicales Libres (CIOSL) y colaboró en el comando por la candidatura presidencial de Patricio Aylwin en 1989.
De regreso en Santiago, fue oficialmente elegido presidente de la CUT en 1990, desde donde consiguió importantes acuerdos con empresarios y el Gobierno. Más adelante, en 1995, asumió como segundo vicepresidente de la 82.ª Conferencia Internacional del Trabajo y fue miembro del Consejo Administrativo de la Organización Internacional del Trabajo (OIT). En 1996 se retiró de la CUT, y fue reemplazado por el socialista Roberto Alarcón.

## Carrera política

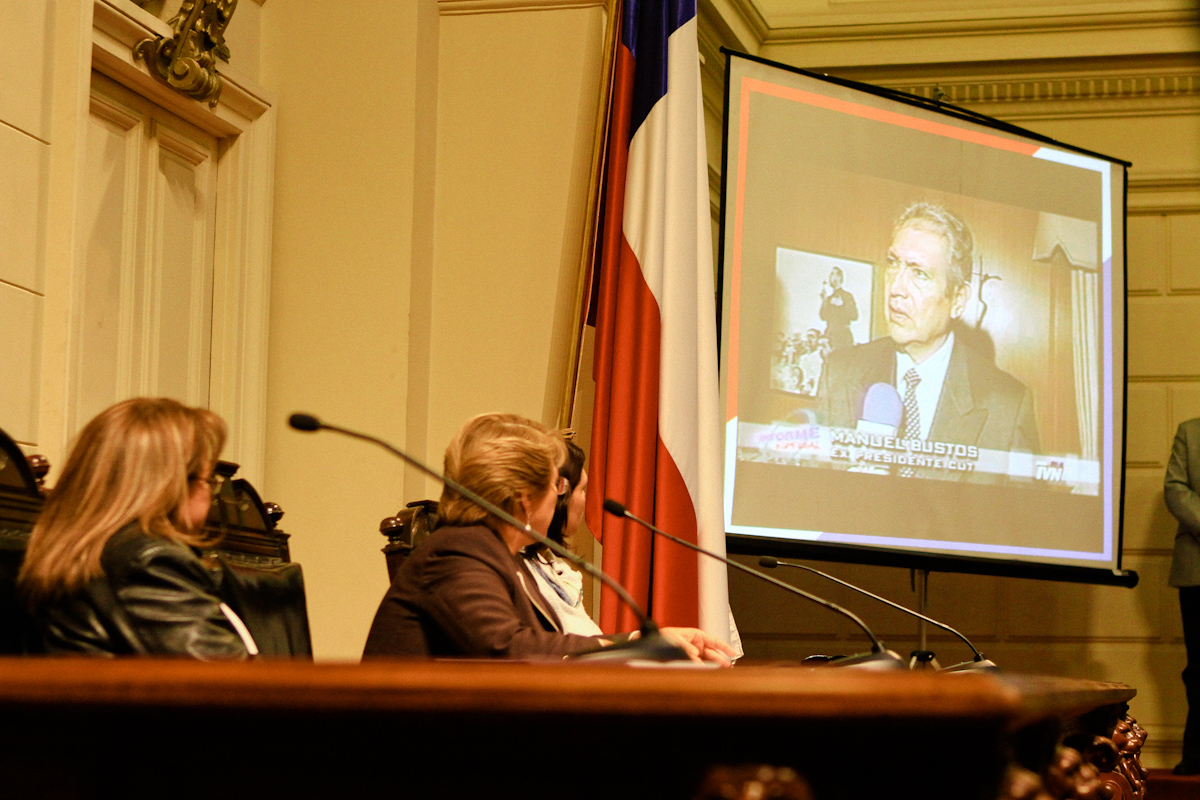
Homenaje a Bustos realizado en 2013 en el edificio del ex Congreso Nacional.

Estuvo ligado al Partido Demócrata Cristiano (PDC) desde 1963, año en que se hizo premilitante, y más tarde ingresó formalmente al partido. En 1990 fue nombrado Consejero Nacional del Partido Demócrata Cristiano.
En 1997 es elegido diputado por el distrito 17 (Conchalí, Huechuraba y Renca). En marzo de 1999 se desempeñó como presidente de la Comisión de Trabajo y Seguridad Social de la Cámara de Diputados. A su fallecimiento, en septiembre de ese año (producto de complicaciones de un cáncer cerebral), fue reemplazado por María Rozas, también sindicalista y perteneciente al PDC. A sus funerales asistieron políticos y personas del ámbito social.

## Homenajes
En mayo de 2001 fue creado el Premio Manuel Bustos Huerta, entregado por el Estado de Chile a líderes sindicales destacados.
En julio de 2014 fue aprobado un proyecto de ley para erigir un monumento en memoria de Bustos, el que aún no ha sido construido.

## Historial electoral

### Elecciones parlamentarias de 1997
- Elecciones parlamentarias de 1997 a Diputado por el distrito N.°17 (Conchalí, Huechuraba y Renca)[4]